# فالتر زيمان
فالتر زيمان (بالألمانية: Walter Zeman)‏ (مواليد 1 مايو 1927) هو لاعب كرة قدم. يلعب مع منتخب النمسا لكرة القدم. سبق له أن لعب في كأس العالم لكرة القدم مع منتخب بلاده.

## روابط خارجية
- فالتر زيمان على موقع الاتحاد الدولي (مؤرشف)  (الإنجليزية)
- فالتر زيمان على موقع قاعدة بيانات كرة القدم.إي يو (الإنجليزية)
- فالتر زيمان على موقع ناشيونال فوتبول تيمز (الإنجليزية)